# Jeremy Chinn
Jeremy Chinn (Fishers, Indiana, 26 de febrero de 1998) es un jugador profesional estadounidense de fútbol americano que se desempeña en la posición de safety en Carolina Panthers, equipo de la National Football League (NFL).

## Carrera
Fue seleccionado en la segunda ronda en la Reunión Anual de Selección de Jugadores de la NFL de 2020. Hizo su debut profesional con el equipo Carolina Panthers, donde lleva jugando cuatro temporadas.